# Zusterlijke Eenheid uit Saamhorigheid
Zusterlijke Eenheid uit Saamhorigheid (ZEUS), is een zusterverband van  Nederlandse studentengezelligheidsverenigingen.

## Leden
| Vereniging                                                 | Stad       | Bestaan    | ZEUS-lid       |
| ---------------------------------------------------------- | ---------- | ---------- | -------------- |
| B.I.T.O.N.                                                 | Utrecht    | 1973–heden | 1992–heden     |
| V.S.L. Catena                                              | Leiden     | 1952–heden | onbekend–heden |
| Cleopatra A.S.G.                                           | Groningen  | 1985–heden | 1992–heden     |
| A.S.V. Karpe Noktem                                        | Nijmegen   | 2004–heden | 2005–heden     |
| S.V. Liber                                                 | Amsterdam  | 1962–heden | 2010–heden     |
| D.S.V. "Nieuwe Delft"                                      | Delft      | 1960–heden | 2011–heden     |
| A.S.V. Wolwêze                                             | Leeuwarden | 1978–heden | 2005–heden     |
| J.V. Unitas                                                | Wageningen | 1935–heden | 2023–heden     |
| S.V. Cyclades                                              | Amsterdam  | 1961–heden | onbekend–2009  |
| D.S.V. Sint Jansbrug                                       | Delft      | 1947–heden | 1992–onbekend  |
| S.V. KoKo                                                  | Maastricht | 1976–heden | 1992–onbekend  |
| HBO-vereniging SAAM                                        | Deventer   | 1983–2008  | 2005–2008      |
| SSR-W                                                      | Wageningen | 1931–heden | 1992–1997      |
| T.S.V. Plato                                               | Tilburg    | 1897–heden | 1992–onbekend  |
| Menschen Vereeniging Wolbodo                               | Delft      | 1959–heden | 2005–2009      |
| Gumbo Millennium                                           | Zwolle     | 1991-heden | 2023-heden     |
| Legenda: huidige leden, voormalige leden, stichtende leden |            |            |                |

## Geschiedenis
Op 13 maart 1992 is het oorspronkelijke zusterverband opgericht tussen B.I.T.O.N., Cleopatra, SSR-W (Wageningen), D.S.V. Sint Jansbrug (Delft), T.S.V. Plato en SV KoKo (Maastricht). Uiteindelijk heeft op 15 mei 1992 het zusterverband de naam Z.E.U.S. gekregen, waarbij op dat moment nog niet vast stond waar de letters voor moesten staan. B.I.T.O.N. won de prijsvraag om de naam betekenis te geven met 'Zusterlijke Eenheid Uit Saamhorigheid'. En zo ontstond het backroniem voor deze koepel.
SSR-W, Sint Jansbrug, Koko en Plato hebben het zusterverband later verlaten. Cyclades en Catena hebben zich aangesloten. In 2005 werd Z.E.U.S. uitgebreid met de hbo-verenigingen SAAM en Wolwêze en met de verenigingen Wolbodo (die al eerder een zusterverband had met Catena) en het met hulp van het verband in 2004 opgerichte Karpe Noktem. SV Cyclades en Wolbodo hebben het verband in 2009 weer verlaten. In 2010 werden D.S.V. Nieuwe Delft en S.V. Liber kandidaat voor het lidmaatschap en in 2011 zijn zij beiden toegelaten als volwaardig lid. In begin 2023 werd J.V. Unitas toegelaten als volwaardig lid.